# Dârlos
Dârlos is een Roemeense gemeente in het district Sibiu.

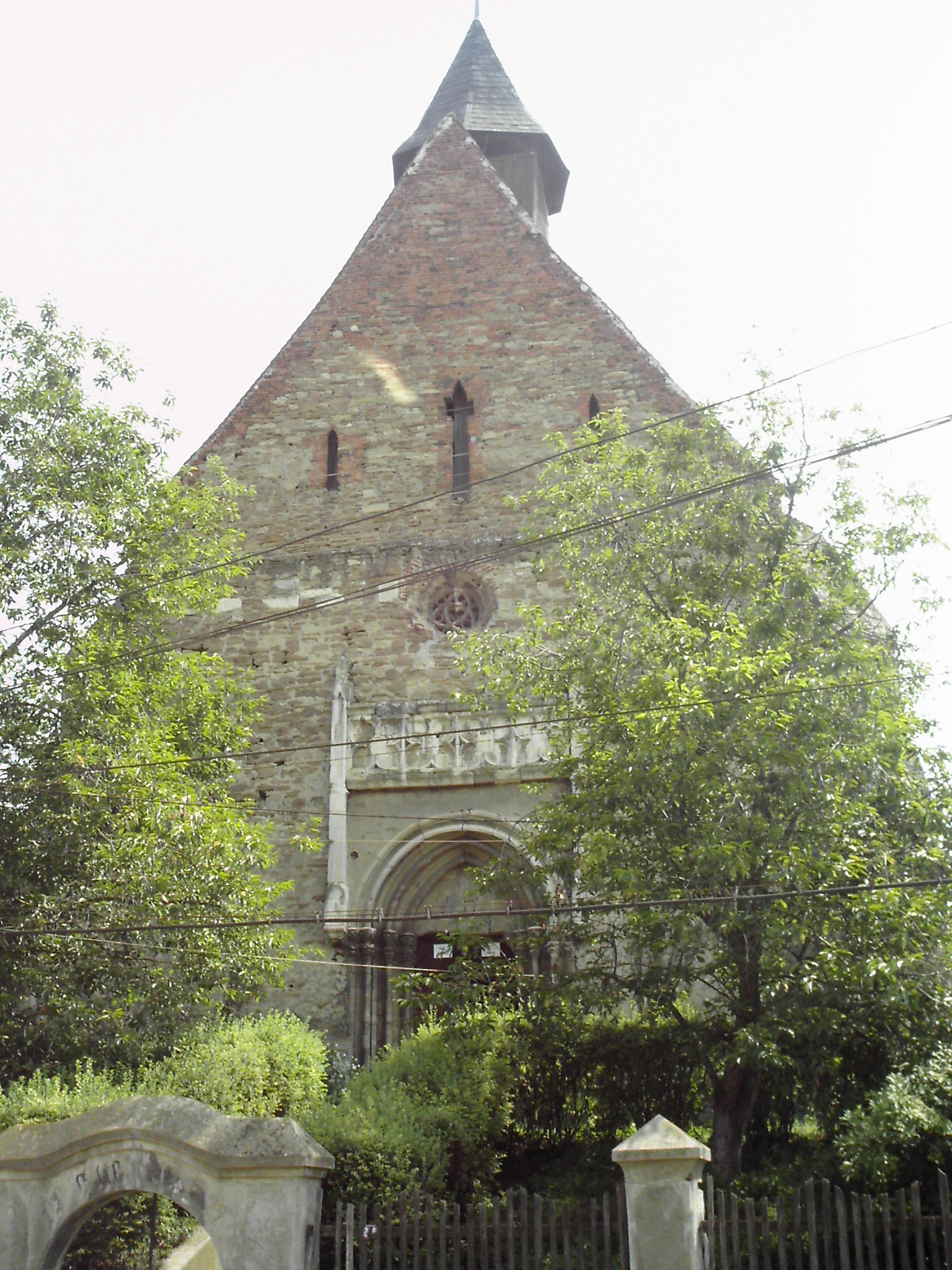
Kerk in Dârlos

Dârlos telt 3423 inwoners.